# Farmer Giles of Ham
Mestre Gil de Ham (em inglês: Farmer Giles of Ham) é uma história curta escrita por J.R.R. Tolkien, em 1947, e publicada em 1949, com o título "Farmer Giles of Ham". A história tem por personagens principais Aegidius Ahenobarbus Julius Agrícola de Hammo ou, simplesmente, Mestre Gil de Ham, Garm, seu cachorro medroso, e Chrysophylax Dives, um dragão rico e ardiloso. No Brasil, o livro foi lançado pela Martins Fontes. O personagem também tem uma égua cinzenta e uma espada chamada Caudimordax que significa  Morde-cauda.
O livro foi publicado pela primeira vez em 1949 e foi ilustrado por  Pauline Baynes, a mesma que fez as ilustrações de As Crônicas de Nárnia, de C.S. Lewis.[carece de fontes?]